# John Collins (Delawarepolitiker)
John Collins, född 1 mars 1776 i Sussex County i Kolonin Delaware, död 16 april 1822 i Sussex County i Delaware, var en amerikansk politiker (demokrat-republikan). Han var Delawares guvernör från 1821 fram till sin död.
Collins efterträdde 1821 Jacob Stout som guvernör och avled 1822 i ämbetet.